# Altdöbern
Altdöbern (niedersorbisch Stara Darbnja) ist eine Gemeinde im Landkreis Oberspreewald-Lausitz im Süden des Landes Brandenburg. In der Gemeinde befindet sich der Amtssitz des Amtes Altdöbern.

## Geografie

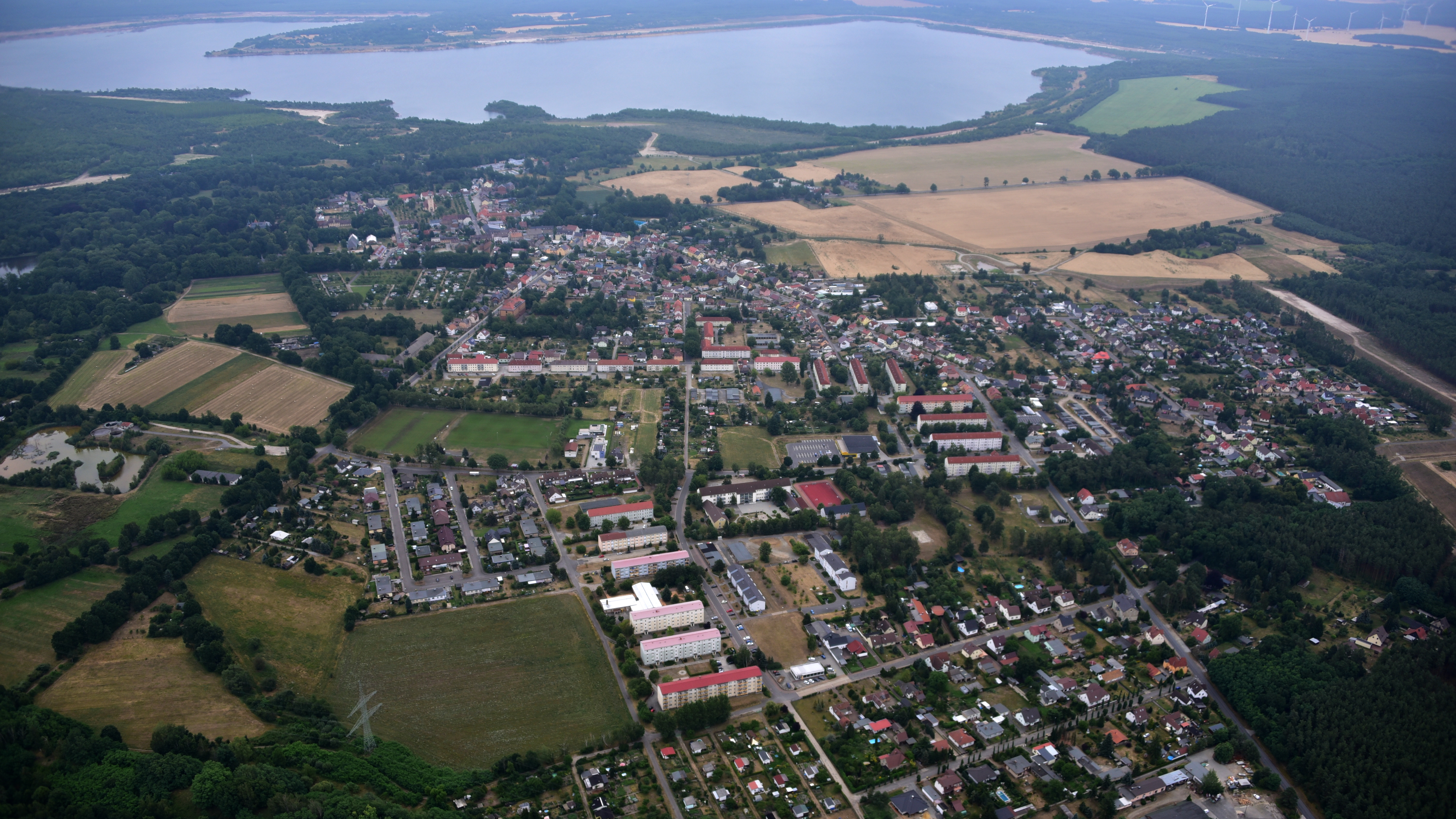
Altdöbern, Luftaufnahme (2019)

Altdöbern liegt in der Niederlausitz, rund 24 Kilometer südwestlich von Cottbus und zwölf Kilometer südöstlich von Calau. Die Gemeinde grenzt im Norden an Vetschau, im Osten an Drebkau, im Südosten an Neu-Seeland, im Süden an Großräschen, im Westen an Bronkow und im Nordwesten an Luckaitztal. Der Ort liegt im Lausitzer Grenzwall und dabei im Altdöberner Becken, das wahrscheinlich im Zuge der Eiszeit entstand.
Altdöbern gehört zum Lausitzer Braunkohlerevier. Zwischen Altdöbern und dem Ortsteil Pritzen befindet sich der 1016 Hektar große, durch Flutung des ehemaligen Tagebau Greifenhain entstehende Altdöberner See. Bis 2026 sollen die Flutung des Sees und die Rekultivierung der Landschaft zum Naherholungsgebiet abgeschlossen sein. Westlich des Ortes entspringt die Kzschischoka, die vor dem Einfluss der Braunkohleförderung in der Region ein bedeutender Spreezufluss war.

## Gemeindegliederung
Zur Gemeinde Altdöbern gehören die Ortsteile
- Ranzow (Rańšow) und
- Reddern (Rědoŕ).

Zum ortsteilfreien Kerngebiet von Altdöbern gehören die Gemeindeteile Chransdorf (Gózc), Peitzendorf (Bukojna), Pritzen (Pricyn) und Waldfrieden (Golny měr) sowie die Wohnplätze Gattigmühle (Gatny młyn), Tiergartenhaus (Zwerjetny dom) und Waldrandsiedlung (Sedlišćo pśi goli).
Zur heutigen Gemarkung von Altdöbern gehören auch die früheren Gemarkungen der devastierten Orte Buchholz (Bukowina), Groß Jauer (Jawora), Klein Jauer (Jaworka), Nebendorf (Njabodojce), Neudorf (Nowa Wjas) und Schniegelmühle. Zu Reddern gehörten die 1989 devastierten Ortsteile Laasdorf (Chóšć) und Gräbendorf (heute ein Campingplatz auf dem ehemaligen Dorf). 

## Geschichte

### Besiedlung und Ersterwähnung
Nachweisbar besiedelt ist das Gebiet um Altdöbern erst seit der Jungsteinzeit, allerdings gibt es keine Aussagen über die Kontinuität dieser Siedlungen. Allgemein geht man aber davon aus, dass das Gebiet um Altdöbern danach lange Zeit praktisch menschenleer blieb, da viele germanische Stämme aus dem Gebiet der Niederlausitz abwanderten. Die Zuwanderung von westslawischen Gruppen im 6. Jahrhundert berührten das Gebiet um Altdöbern auch kaum. Danach besiedelten die Lusitzi von Norden her kommend das Gebiet, bis sie im Zuge der Ostexpansion im 10. Jahrhundert geschlagen wurden und das Gebiet in den Hoheitsbereich des deutschen Feudalstaates kam. Im 11. Jahrhundert entstanden folglich erste deutsche Lehnsbesitze. Der innere Landesausbau der in der Region ansässigen sorbischen Lusitzi wurde davon allerdings nicht gestört. Dennoch finden sich auf dem Gebiet des heutigen Altdöbern keinerlei Beweise für eine slawische Wallanlage, was dafür spricht, dass es zu dieser Zeit noch unbesiedelt war. Im Jahr 1165 stiftete Dietrich von Landsberg das Zisterzienserkloster Dobrilugk, was maßgeblichen Einfluss auf die Besiedlung der umliegenden Gebiete (also auch des heutigen Altdöbern) hatte. Es wird vermutet, dass der Vorgängerbau der heutigen Kirche Altdöberns bereits seit dem Jahr 1200 besteht.
Jeweils in den Jahren 1239 und 1241 wurde in einer Urkunde Otto von Köckritz als Lehnsherr ohne Angabe von Wohnort und Besitz genannt, woraufhin allgemein angenommen wurde, dass er oder sein Vater Lehnsherr von Altdöbern gewesen sein müssen. Dieses  Jahr wurde allgemein als Gründungsdatum von Altdöbern akzeptiert und fand sich sogar zwischen 1934 und 1984 im Ortssiegel. Die älteste offizielle Nennung Altdöberns findet sich allerdings erst in einer Urkunde vom 13. November 1285. Dort heißt der Ort noch lateinisch Dobere und in einer späteren Abschrift Dobir. Der Name stammt aus dem Sorbischen und bedeutet Dorf im Grund bzw. Dorf im Tal.

### Altdöbern in Sachsen und Preußen

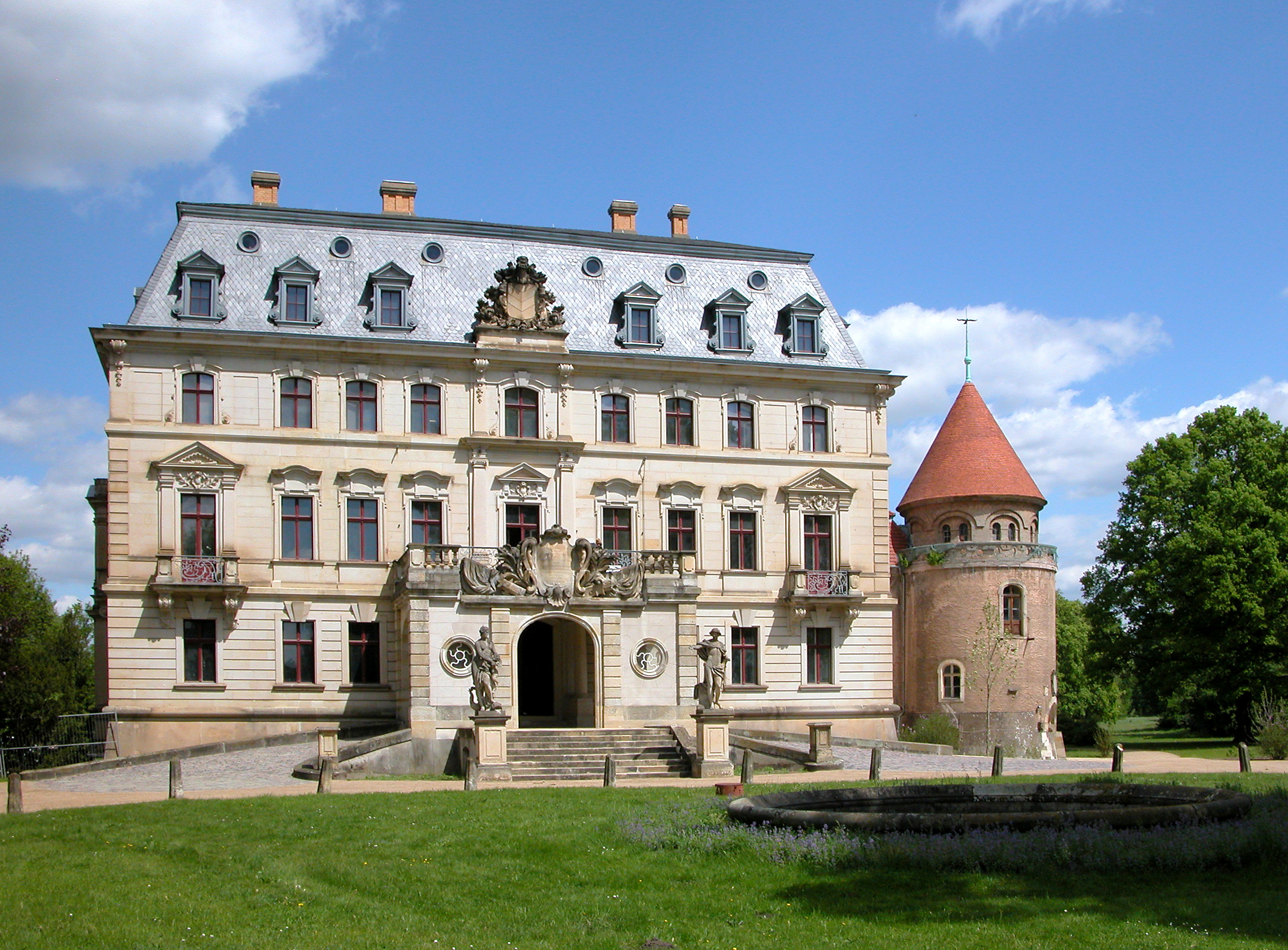
Schloss Altdöbern

1441 wurde ein Polenz als Besitzer genannt. Im Jahr 1571 ließ Hans von Dieskau die als Herrschaftssitz bestehende Wasserburg abreißen und durch ein Herrenhaus mit Turm im Renaissance-Stil ersetzen. Ab 1671 gehörte das Gut den von Bomsdorff. 1712 erwarb Generalmajor Alexander Dietrich von Eickstedt († 1727) den Besitz. Da ihm das alte Renaissancegebäude zu bescheiden erschien, ließ er den Vorgängerbau niederreißen und ab 1717 das heutige Schloss Altdöbern im barocken Stil errichten. 
Die ersten Pestfälle wurden im Vergleich zu Orten der unmittelbaren Umgebung erst 1599 gemeldet. Eine Epidemie blieb allerdings aus. Nach dem Prager Frieden von 1635 kam Altdöbern zum Kurfürstentum Sachsen. Im Dreißigjährigen Krieg blieb der Ort verschont, obwohl Truppenverbände von Wallenstein und Mansfeld in der Nähe vorbeizogen und es in der Niederlausitz zahlreiche Plünderungen gab. 1672 wird ein Bomstedt als Besitzer genannt, 1712 kaufte der Generalmajor Alexander Dietrich von Eickstedt Gut und Stadt.

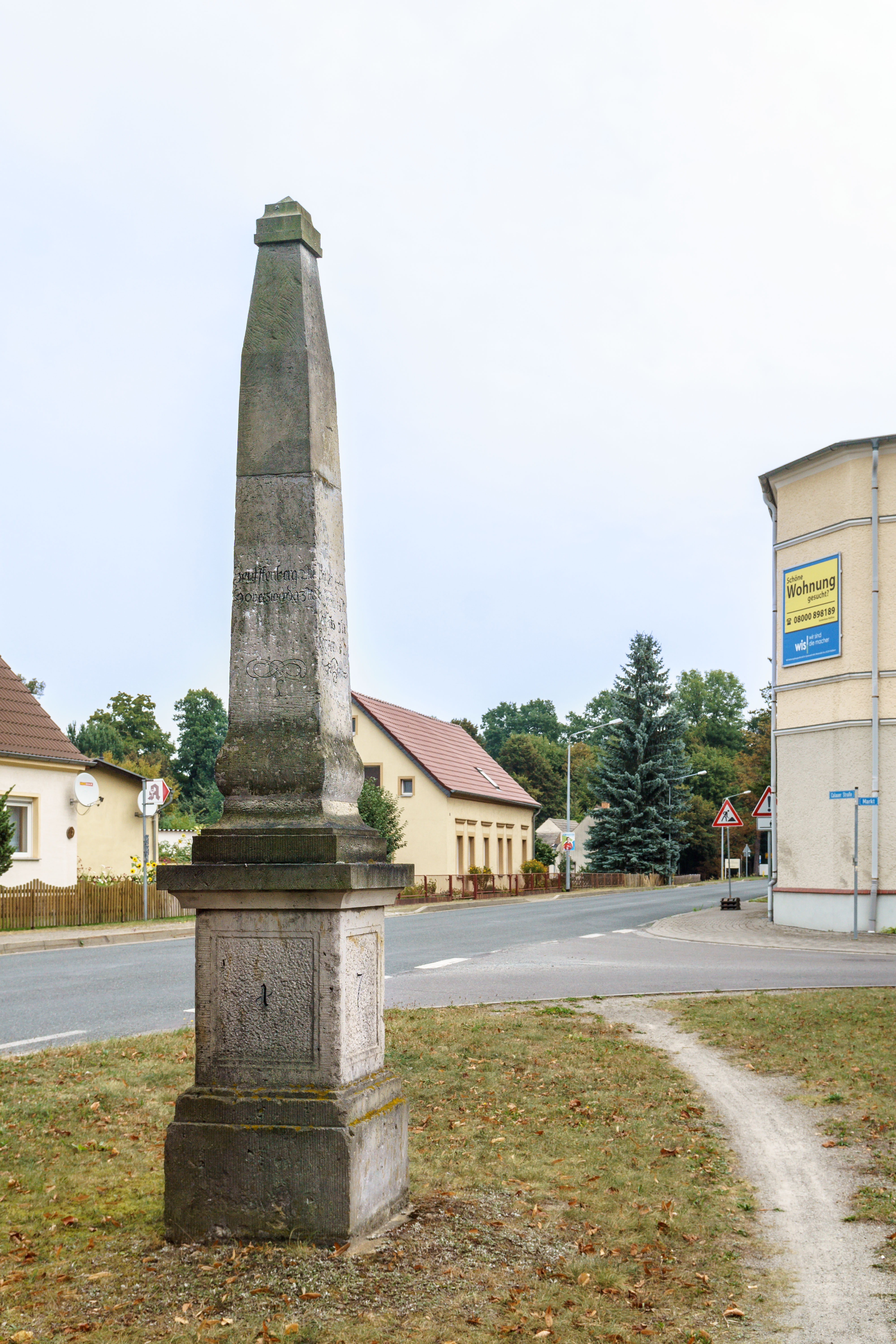
Kursächsische Postmeilensäule

Im Jahr 1718 lebten in Altdöbern 15 Kossäten und zehn Häusler, die eine Schatzung von 2300 Gulden an die Standesherren abzugeben hatten. Der Sohn des Gutsbesitzers von Eickstedt wurde Johanniter-Ritter und verkaufte Stadt und Gut Altdöbern 1747 an Carl Heinrich von Heineken, den Vertrauten des sächsischen Premierministers Graf Heinrich von Brühl. Heineken ordnete im folgenden Jahr eine großangelegte Umgestaltung von Altdöbern an; er gründete auch eine Tabakfabrik. Zum Ende des 18. Jahrhunderts bestand die Bevölkerung Altdöberns aus 26 Kossäten, sieben Büdnern und drei Müllern, im Westen des Ortes entstanden erste Handwerksbetriebe. Nachdem Kursachsen im Jahr 1806 zunächst zum Königreich Sachsen erhoben worden war, kam Altdöbern im Ergebnis des Wiener Kongresses an das Königreich Preußen und wurde bei der Gebietsreform im folgenden Jahr dem Kreis Calau in der Provinz Brandenburg zugeordnet.
Bis zum Tod von Pfarrer Lehmann im Jahre 1814 wurde in Altdöbern noch niedersorbisch (wendisch) gepredigt, danach nur noch deutsch. Im Jahr 1818 verzeichnete Altdöbern 486 Einwohner, es gab eine Papiermühle, eine Windmühle, eine Schäferei, ein Winzerhaus und eine Ziegelei. Seit 1819 gab es in dem Ort ein preußisches Lehrerseminar. In den folgenden Jahren gab es in Altdöbern einen starken Bevölkerungsanstieg, bis 1846 hatte sich die Einwohnerzahl im Vergleich zu 1818 bereits mehr als verdoppelt. Bei der Volkszählung am 1. Dezember 1871 ermittelte man in Altdöbern 1023 Einwohner in 211 Haushalten. Im Juli 1874 wurde der Ort an die Bahnstrecke zwischen Berlin und Kamenz angeschlossen. Im Jahr 1880 kamen Flecken und Gut in den Besitz von Heinrich Graf von Witzleben-Alt-Doebern, der das Schloss von 1880 bis 1905 beständig umbaute. Er kaufte auch Güter hinzu, sodass die Herrschaft der Witzleben in Form eines gebundenen Fideikommiss im größten Umfang über 5420 ha innehatte. Der Anteil sorbischsprachiger Einwohner war in der Zwischenzeit stark zurückgegangen. Der Sprachforscher Arnošt Muka stellte 1884 nur noch 50 wendische Einwohner in Altdöbern fest.

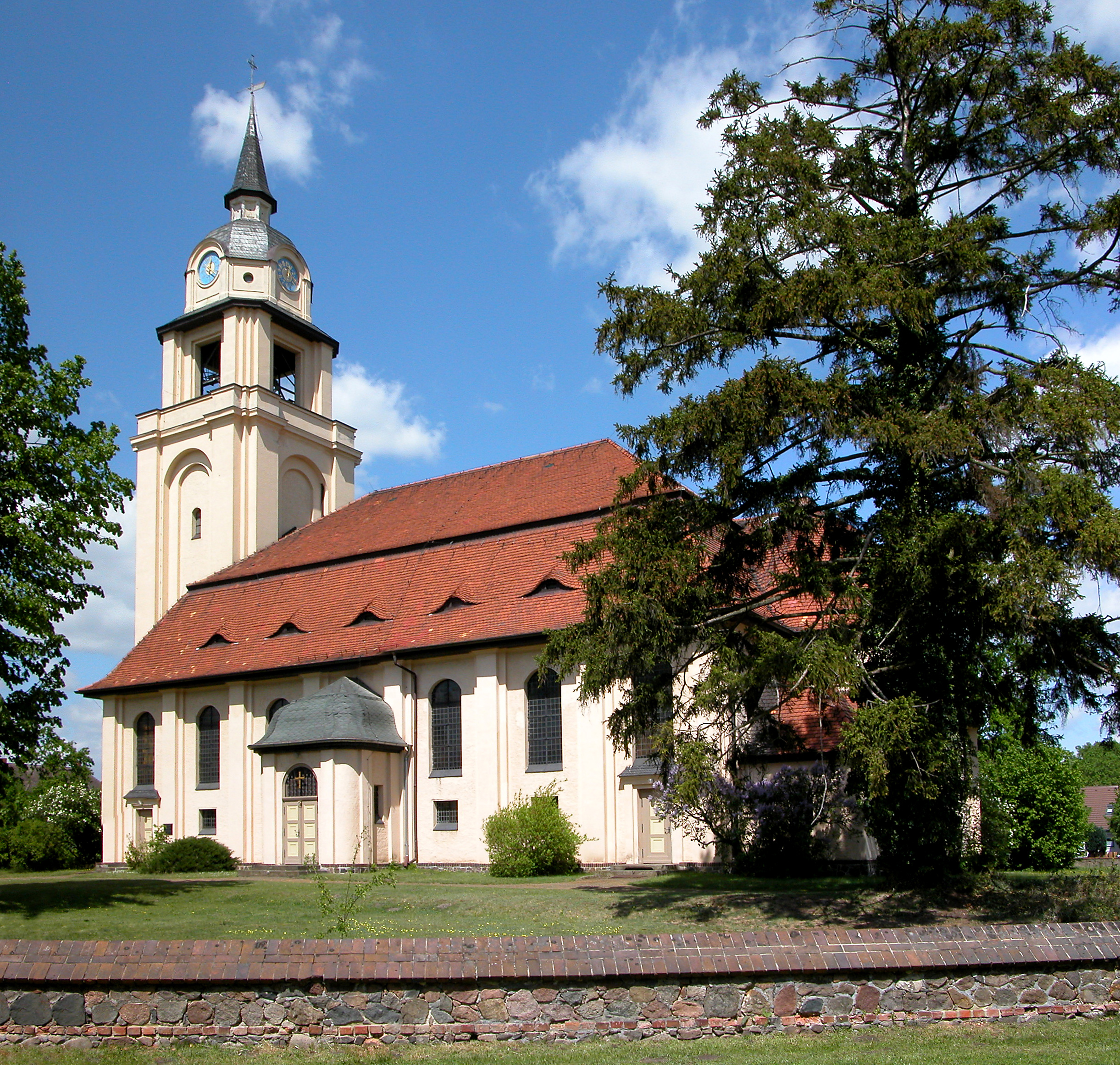
Evangelische Kirche Altdöbern

Die ehemalige Altdöberner Kirche wurde am 12. Mai 1914 nach einer Brandstiftung zerstört. Mit dem Wiederaufbau wurde erst nach dem Ende des Ersten Weltkrieges begonnen, am 20. Januar 1921 wurde der Kirchenneubau eingeweiht. Am 1. Januar 1926 wurde die Gemeinde und der Gutsbezirk Chransdorf sowie der Gutsbezirk Groß Jauer, am 1. Januar 1928 die Gemeinde und der Gutsbezirk Peitzendorf nach Altdöbern eingemeindet. Ebenfalls wurde 1928 der Gutsbezirk Altdöbern mit der Gemeinde vereinigt. Im Jahr 1936 wurde der Betrieb des Braunkohletagebaus Greifenhain begonnen. Während des Zweiten Weltkrieges war ab 1943 ein Teil der Gesandtschaft des Königreichs Schweden im Schloss Altdöbern untergebracht.
Am 19. April 1945 wurde Altdöbern ohne Gegenwehr von Einheiten der 1. Ukrainischen Front besetzt. Nicht unerhebliche Schäden entstanden dennoch, als gegen Abend desselben Tages die deutsche Luftwaffe die vorrückenden sowjetischen Verbände in Altdöbern angriff. Dadurch wurden insgesamt auch drei Wohngebäude zerstört. Die örtliche Brauerei und die Elektrizitätsschaltzentrale wurden bombardiert und brannten aus. In den verbleibenden Tagen bis zum Kriegsende wurden sieben Zivilisten von Angehörigen der Roten Armee ermordet, mehr als 40 weitere nahmen sich bereits vor der Einnahme des Ortes das Leben.

### Seit dem Zweiten Weltkrieg
Nach Kriegsende gehörte Altdöbern zunächst zur Sowjetischen Besatzungszone und ab 1949 zur DDR. Der Landkreis Calau wurde am 1. Juli 1950 verkleinert und in Landkreis Senftenberg umbenannt. Am gleichen Tag wurde Klein Jauer nach Altdöbern eingemeindet. Bei der Gebietsreform am 25. Juli 1952 wurde die Gemeinde dem neu gebildeten Kreis Calau im Bezirk Cottbus zugeordnet. Zur Zeit der DDR befand sich in Altdöbern eine Frauenklinik, die zugleich als Geburtsklinik für den Kreis Calau diente. Zeitweise wurden in Altdöbern jährlich über 1300 Kinder geboren. In den Jahren 1983 und 1984 kam es durch den Braunkohleabbau zu einem Teilortsabbruch, zehn Einwohner mussten umgesiedelt werden. Die Ortsteile Groß Jauer und Klein Jauer sowie das heute ebenfalls in der Gemarkung von Altdöbern gelegene Dorf Buchholz wurden im Tagebau Greifenhain vollständig abgebaggert. Der Tagebau war bis 1994 in Betrieb. Nach der Wiedervereinigung gehörte Altdöbern zunächst zum Landkreis Calau in Brandenburg, der am 6. Dezember 1993 im neuen Landkreis Oberspreewald-Lausitz aufging.

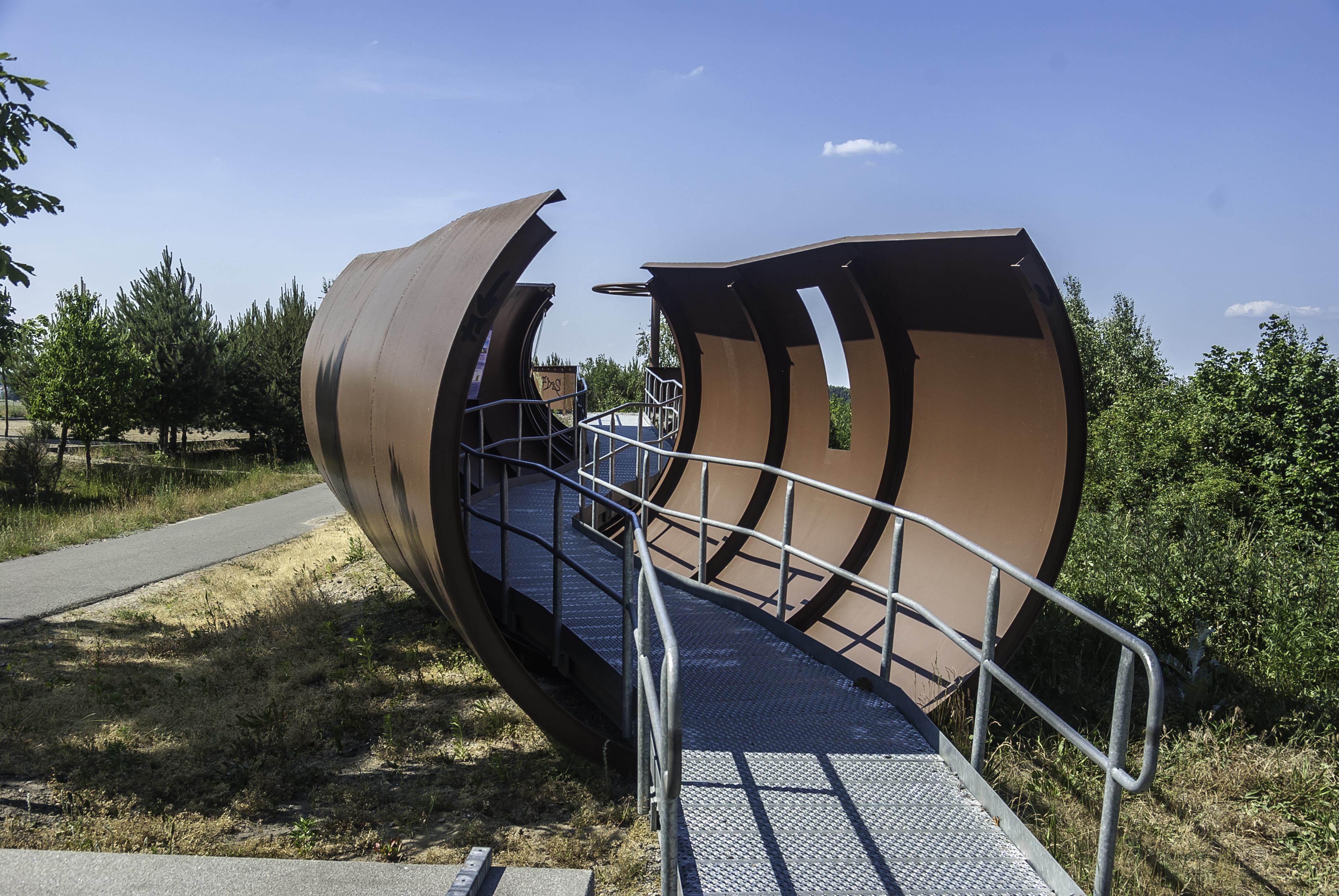
Aussichtsplattform am Altdöberner See

Bereits am 1. Oktober 1992 hatten sich Altdöbern und dreizehn weitere Gemeinden zur Erledigung ihrer Verwaltungsangelegenheiten im Amt Altdöbern vereinigt. Im Jahr 1998 wurde mit der Flutung des Restlochs des Tagebaus Greifenhain zum Altdöberner See begonnen. Am 1. Februar 2002 wurden Ranzow und Reddern eingemeindet, des Weiteren wurde der Ortsteil Pritzen aus der aufgelösten Gemeinde Lubochow nach Altdöbern umgegliedert.

## Bevölkerungsentwicklung
| Jahr | Einwohner |
| ---- | --------- |
| 1875 | 1 322     |
| 1890 | 1 747     |
| 1910 | 2 265     |
| 1925 | 2 132     |
| 1933 | 2 293     |
| 1939 | 2 235     |

| Jahr | Einwohner |
| ---- | --------- |
| 1946 | 2 762     |
| 1950 | 3 115     |
| 1964 | 4 167     |
| 1971 | 3 815     |
| 1981 | 3 358     |
| 1985 | 3 368     |

| Jahr | Einwohner |
| ---- | --------- |
| 1990 | 3 308     |
| 1995 | 3 195     |
| 2000 | 3 071     |
| 2005 | 2 977     |
| 2010 | 2 694     |
| 2015 | 2 527     |

| Jahr | Einwohner |
| ---- | --------- |
| 2020 | 2 385     |
| 2021 | 2 378     |
| 2022 | 2 371     |
| 2023 | 2 339     |
| 2024 | 2 325     |

Gebietsstand des jeweiligen Jahres, Einwohnerzahl: Stand 31. Dezember (ab 1991), von 2011 bis 2021 auf Basis des Zensus 2011, ab 2022 auf Basis des Zensus 2022

## Politik

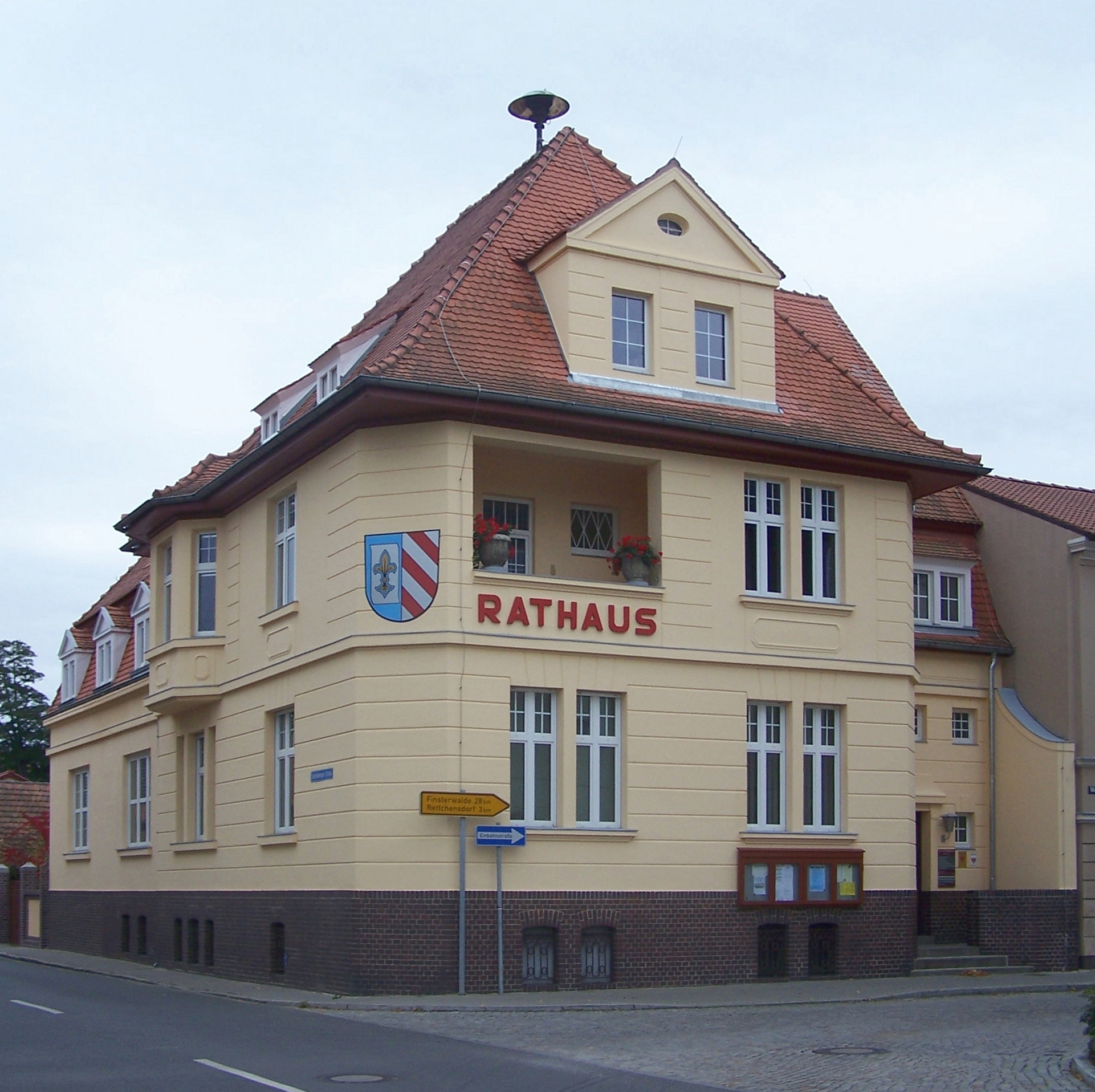
Rathaus von Altdöbern

### Gemeindevertretung
Die Gemeindevertretung von Altdöbern besteht aus zwölf (bis 2019: 16) Gemeindevertretern und dem ehrenamtlichen Bürgermeister. Die Kommunalwahl am 9. Juni 2024 führte bei einer Wahlbeteiligung von 65,8 % zu folgendem Ergebnis:
| Partei / Wählergruppe              | Ergebnis 2024 | Sitze 2024 |        | Ergebnis 2019 | Sitze 2019 | Ergebnis 2014 | Sitze 2014 |
| ---------------------------------- | ------------- | ---------- | ------ | ------------- | ---------- | ------------- | ---------- |
| SPD                                | 58,2 %        | 7          | 53,6 % | 7             | 43,3 %     | 7             |            |
| Altdöbern-Freie Wählergemeinschaft | 30,8 %        | 4          | 22,2 % | 2             | 14,2 %     | 2             |            |
| CDU                                | 11,0 %        | 1          | 15,6 % | 2             | 21,0 %     | 3             |            |
| Die Linke                          | –             | –          | 08,7 % | 1             | 12,3 %     | 2             |            |
| AfD                                | –             | –          | –      | –             | 09,3 %     | 2             |            |
| Wahlbeteiligung                    | 65,8 %        | 65,8 %     | 58,0 % | 58,0 %        | 50,2 %     | 50,2 %        |            |

### Bürgermeister
- 1990–2003: Hans-Joachim Thierbach (CDU)
- 2003–2012: Horst Bernstein (parteilos)[21]
- seit 2012: Peter Winzer (SPD)[22]

Winzer wurde in der Bürgermeisterwahl am 9. Juni 2024 ohne Gegenkandidaten mit 70,2 % der gültigen Stimmen (Wahlbeteiligung 65,7 %) für eine weitere Amtszeit von fünf Jahren gewählt.

### Wappen
| Wappen von Altdöbern | Blasonierung: „Gespalten von Blau und Silber; vorne ein silberner Papierbogen, belegt mit einer blau gesäumten goldenen Lilie, hinten drei rote Schrägrechtsbalken.“ |
| Wappen von Altdöbern | Wappenbegründung: Das Wappen versinnbildlicht Motive aus der Besitz- und Erwerbsgeschichte des Ortes. Der Papierbogen mit der Lilie als Wasserzeichen verweist auf die Altdöberner Papiermühle, die bereits im 18. Jahrhundert nachweisbar ist. Die Lilie wurde in den Farben der Familie von Köckritz tingiert, die von 1362 bis 1507 als Besitzer von Altdöbern erscheint. Die hintere Schildhälfte ist dem Wappen der Familie von Heinecken entnommen. Carl Heinrich von Heinecken, Intendant des sächsischen Ministers von Brühl, war einer der bekanntesten Eigentümer des Schlosses Altdöbern. Das Wappen wurde vom Heraldiker Karl-Heinz Fritze aus Niederorschel gestaltet und am 27. Februar 2006 durch das Ministerium des Innern genehmigt. |

### Flagge
Die Flagge ist Weiß – Blau (1:1) gestreift (Querform: Streifen waagerecht verlaufend, Längsform: Streifen senkrecht verlaufend) und mittig mit dem Wappen belegt.

## Sehenswürdigkeiten

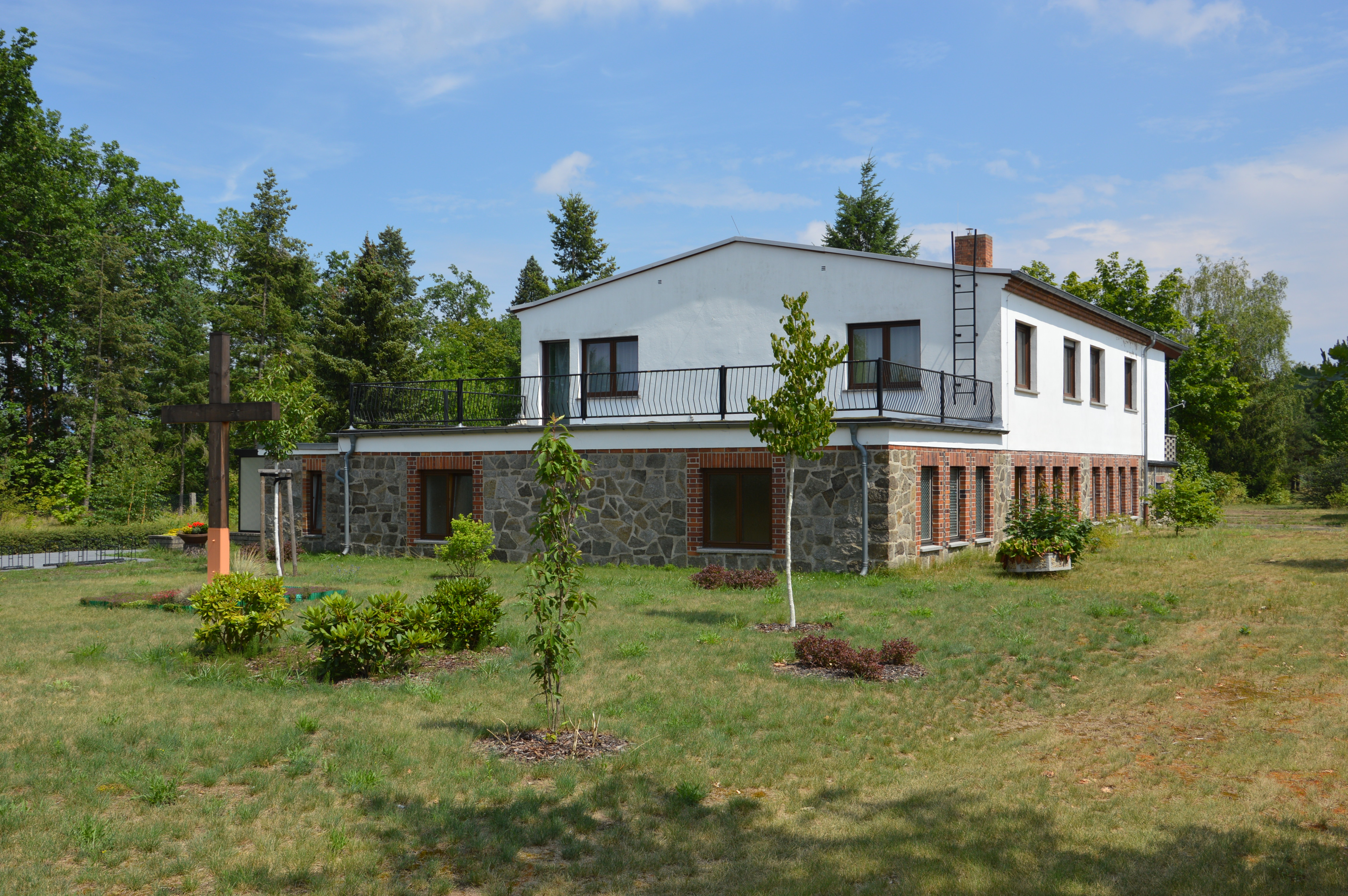
Katholische Kirche Altdöbern

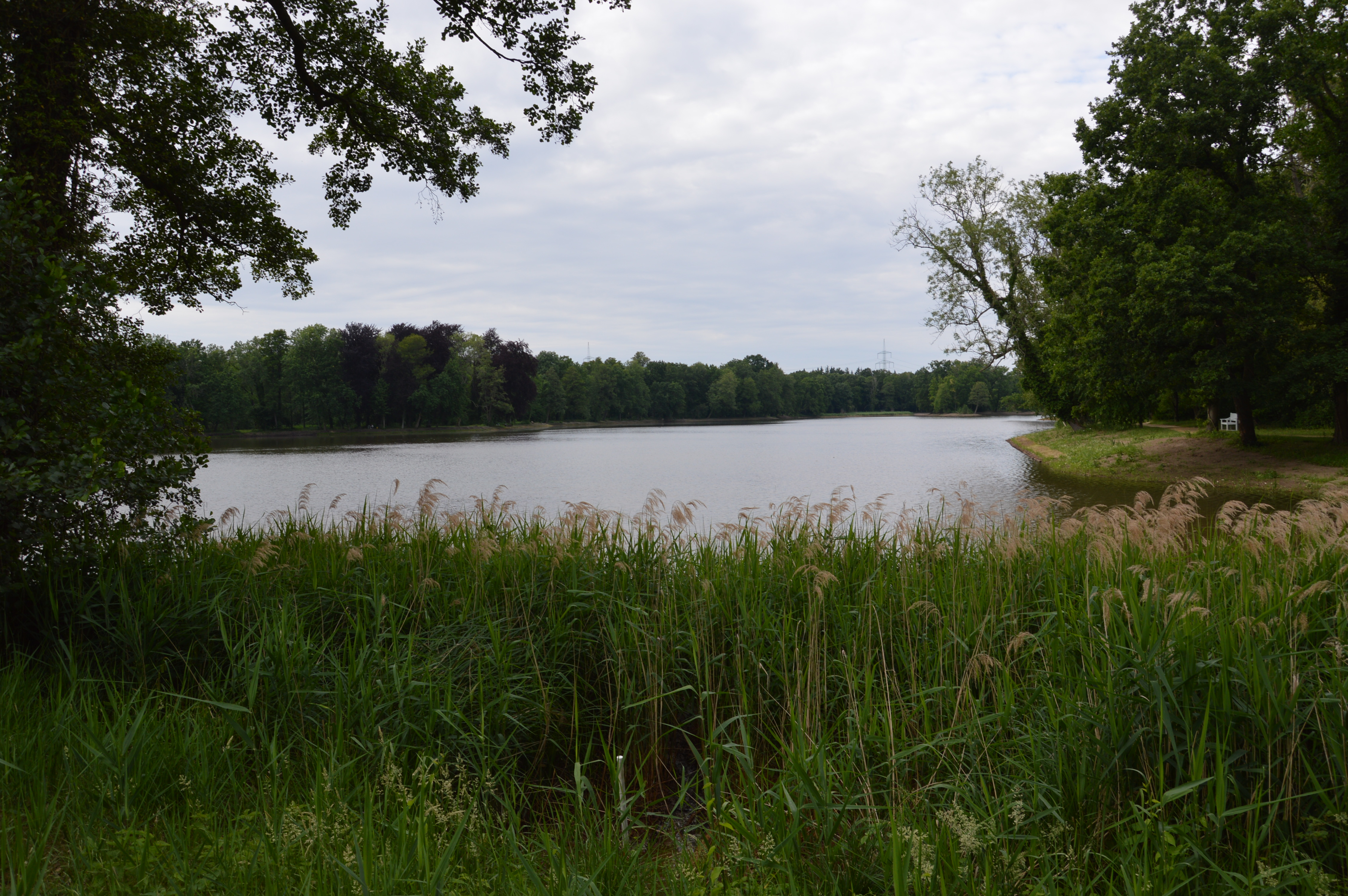
Salzteich

- Das Schloss Altdöbern ist eines der bedeutendsten Schlösser des sächsischen Rokoko und wurde 1717 erbaut. Zwischen 1880 und 1883 erhielt die Anlage ihr heutiges Gesicht. Zum Ensemble gehören ein Portal, eine Vorhofanlage mit Kavalierhäusern, ein Marstall, eine Orangerie und die Wirtschaftsgebäude der ehemaligen Gutsanlage. Im dazugehörenden Park findet man den „Französischen Garten“, den 13 Hektar großen „Salzteich“, zahlreiche Wasserspiele und Plastiken.
- Die Kirche Altdöbern direkt auf dem Markt wurde 1918–1921 errichtet, nachdem der mittelalterliche Vorgängerbau 1914 abgebrannt war. Einmalig ist das größte Dorfkirchengeläut Brandenburgs.[26] Die ehemalige Dorfkirche Pritzen wurde 1988 vor der geplanten Devastierung des Ortes ab- und in Spremberg wieder aufgebaut. Heute steht in Pritzen der hölzerne Glockenturm der ehemaligen Dorfkirche Wolkenberg, der für Gottesdienste genutzt wird. Die Dorfkirche Reddern ist eine im Kern mittelalterliche Feldsteinkirche, die 1726 als Gutskirche um- und ausgebaut wurde. Im Innern befindet sich unter anderem ein Kanzelaltar aus der Bauzeit. Die drei Kirchen gehören alle zur Kirchengemeinde Altdöbern der Evangelischen Kirche Berlin-Brandenburg-schlesische Oberlausitz.
- Die römisch-katholische Filialkirche St. Maria, Hilfe der Christen wurde zwischen 1974 und 1976 gebaut und gehört zur Pfarrei St. Antonius Großräschen im Bistum Görlitz. Sie steht nicht unter Denkmalschutz.
- Auf dem Marktplatz steht eine Kursächsische Postdistanzsäule, die im Jahr 1735 aufgestellt wurde. Weitere Baudenkmale sind unter anderem das Rathaus aus dem späten 19. bzw. frühen 20. Jahrhundert sowie das 1892 errichtete Gebäude des preußischen Lehrerseminars.
- Im April 2008 wurde am Rand des ehemaligen Tagebaus Greifenhain südlich von Altdöbern der Aussichtspunkt „Randriegel“ eingeweiht.

## Verkehr
Über die Landesstraße L 53 ist Altdöbern mit Großräschen (B 96) im Süden und Calau im Norden verbunden. Die nächsten Autobahn-Anschlussstellen sind an der A 13 Freienhufen (Richtung Dresden, 10 km) und Bronkow (Richtung Berlin, 11 km) sowie Vetschau an der A 15 (15 km).

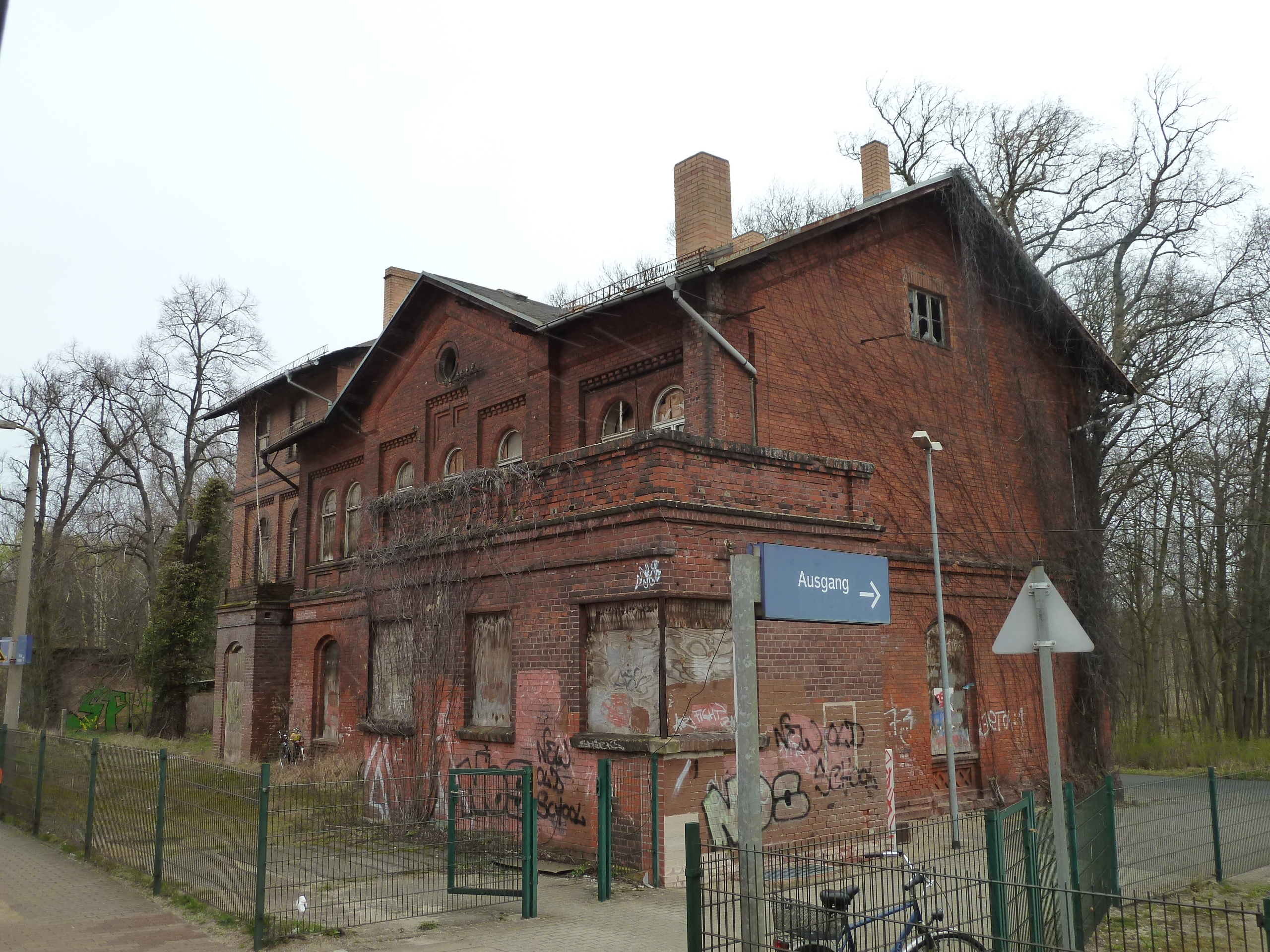
Bahnhof

Der Bahnhof Altdöbern an der Bahnstrecke Lübbenau–Kamenz liegt westlich der Ortschaft auf dem Gebiet der Gemeinde Luckaitztal. Er wird von der Regional-Express-Linie RE 7 Dessau–Berlin–Senftenberg bedient.

## Persönlichkeiten

### Söhne und Töchter der Gemeinde
- Eugen Lasch (1870–1911), Musiker und Komponist, bis 1901 Lehrer und Organist der Nikolaikirche
- Gerhart Jander (1892–1961), Chemiker
- Günter Besch (1904–1999), evangelischer Theologe
- Dietrich Tutzke (1920–1999), Medizinhistoriker
- Marianne Sydow (1944–2013), Schriftstellerin
- Olaf Kappelt (* 1953), Schriftsteller
- Axel Donner (* 1954), Jazzmusiker und Filmkomponist
- Matthias Warnig (* 1955), Manager
- Martina Gregor-Ness (* 1959), Politikerin (SPD), 1994–2014 Mitglied des Landtages Brandenburg
- Ralf Lindermann (* 1960), Schauspieler
- Michael Rauhut (* 1963), Musikwissenschaftler und Autor
- Bernhard Forck (* 1963), Violinist
- Holger Kelch (* 1967), Politiker (CDU), Oberbürgermeister von Cottbus
- Christian Janeczek (* 1976), Rechtsanwalt und Herausgeber
- Kathrin Jantke (* 1977), Schlagersängerin
- Sebastian Tessenow (* 1985), Schauspieler
- Stefan Roth (* 1987), Politiker (BSW, zuvor Die Linke)

darunter Sportler:
- Christina Lathan (* 1958), Leichtathletin, Olympiasiegerin 1980
- Karsten Brannasch (* 1966), Bobfahrer, Olympiasieger 1994
- Marc Huster (* 1970), Gewichtheber
- Dagmar Kersten (* 1970), Geräteturnerin
- Heiko Petrick (* 1971), Fußballspieler
- Daniel Gürschner (* 1973), ehemaliger Judo-Europameister
- Sven Kubis (* 1975), Fußballspieler
- René Trehkopf (* 1980), Fußballspieler
- Franziska Liepack (* 1981), Fußballspielerin
- Dshamal Schötz (* 1981), Basketballspieler
- Ralf Bulang (* 1991), Fußballspieler

Die in Relation zur Einwohnerzahl vergleichsweise große Anzahl an Geburten zwischen den 1950er und den 1990er Jahren ist darauf zurückzuführen, dass sich zu dieser Zeit die Entbindungsstation des Kreises Calau in Altdöbern befand.

### Mit der Gemeinde verbundene Persönlichkeiten

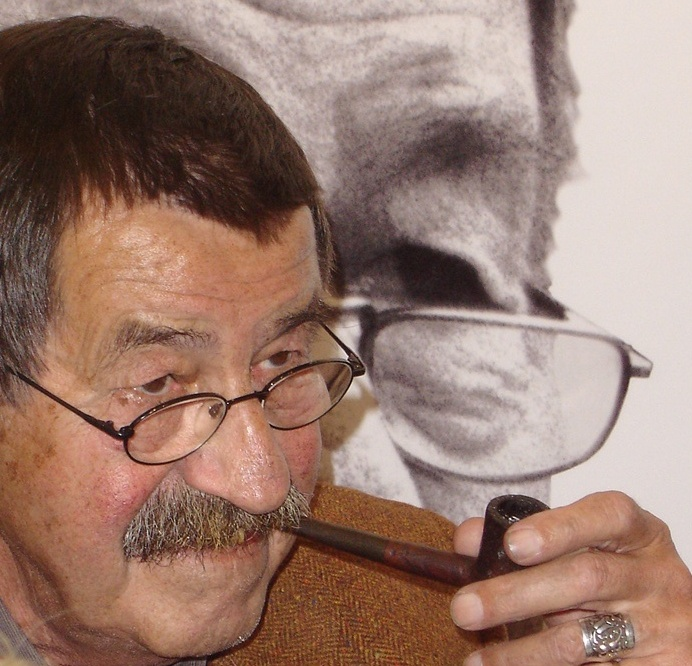
Günter Grass thematisierte Altdöbern in mehreren seiner Werke

- Albin Moller (1541–1618), sorbischer Theologe und Schriftsteller, Herausgeber des ersten gedruckten Buches in sorbischer Sprache
- Carl Heinrich von Heineken (1707–1791), Kursächsischer Geheimer Kammerrat, Direktor des Dresdner Kupferstichkabinetts, Kunstschriftsteller und -sammler, Erb-, Lehn- und Gerichtsherr Altdöberns
- Johann Eberhard von Droste zu Zützen (1662–1726), sächsischer Generalleutnant, Kommandeur der Festung Königstein, Gutsbesitzer und Bauherr der Kirche im Ortsteil Reddern.
- Heinrich von Witzleben-Alt-Doebern (1854–1933), preußischer Unternehmer und Politiker, Besitzer des Schlosses Altdöbern und Stifter des örtlichen Krankenhauses
- Eugen Garbáty (1880–1970), Sohn von Josef Garbáty und Teilhaber des Garbáty-Zigarettenimperiums, bis 1938 Besitzer des Schlosses Altdöbern
- Günter Grass (1927–2015), Literaturnobelpreisträger, war als Soldat der Waffen-SS 1945 in der Nähe stationiert und berichtet darüber in seiner Autobiographie Beim Häuten der Zwiebel.[27] Er besuchte den Ort im Jahr 1990 und veröffentlichte 1991 sein Essay Brief aus Altdöbern,[28][29] später noch den Bericht aus Altdöbern in seinem Buch Ein Schnäppchen namens DDR.[30]
- Katharina Bormann (1937–2010), Politikerin und Musikpädagogin, lebte ab 1946 bis zu ihrem Tod in Altdöbern